# Lithacodia glauca
Deltote glauca là một loài bướm đêm trong họ Noctuidae.